# Isocapnia sibirica
Isocapnia sibirica är en bäcksländeart som först beskrevs av Zapekina-dulkeit 1955.  Isocapnia sibirica ingår i släktet Isocapnia och familjen småbäcksländor. Inga underarter finns listade i Catalogue of Life.